# Wiersz o spustoszeniu Sambora

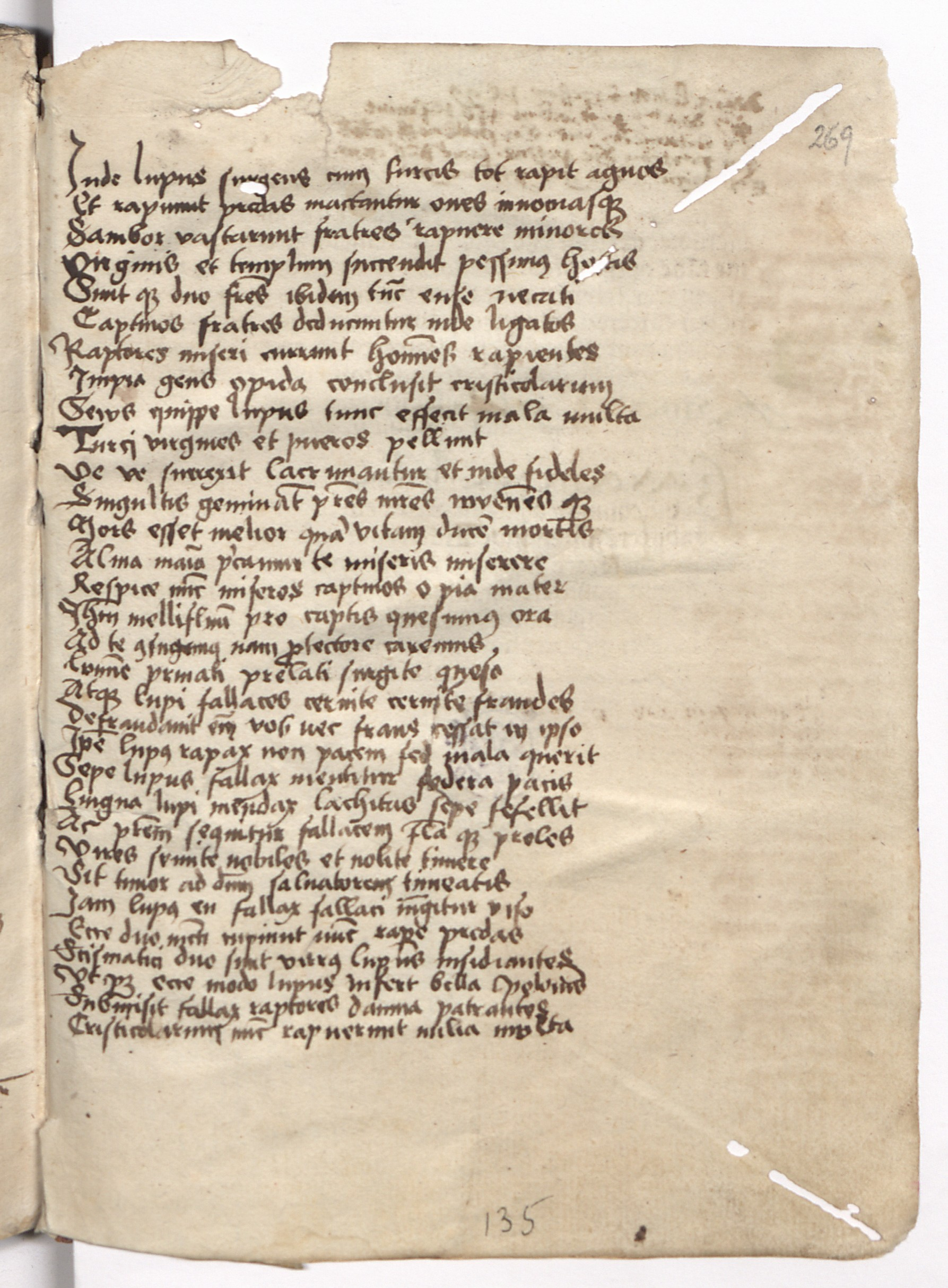
Oryginalny manuskrypt utworu

Wiersz o spustoszeniu Sambora (inc. Inde lupus surgens cum Turcis tot rapit agnos…) – wiersz  w języku łacińskim z końca XV wieku autorstwa Władysława z Gielniowa, opisujący najazd turecko-wołoski na Sambor.
Wiersz odnosi się do wydarzeń, które miały miejsce w Samborze, gdzie podczas najazdu turecko-wołoskiego w 1498 zniszczony został m.in. klasztor bernardynów. Część mnichów została zamordowana, część wzięta do niewoli, a niektórym udało się uciec (w tym kronikarzowi bernardynów Janowi z Komorowa, który zrelacjonował najazd). Z najazdem tym związany jest też inny wiersz Władysława z Gielniowa, znany jako Contra paganos.
Utwór napisany został heksametrem. Litery rozpoczynające kolejne wersy składają się na akrostych IESUS CRISTUS MARIA LADISLAUS / IESUS C…, dzięki czemu możliwe jest przypisane autorstwa wiersza Władysławowi z Gielniowa, który podobnym akrostychem posługiwał się również w innych utworach. Urwany akrostych sugeruje, że wiersz zachował się w niekompletnej wersji. Być może cały utwór zawierał dwukrotnie powtórzony tenże akrostych.
Zachowany fragment poematu, składający się z 32 wersów, dzieli się na trzy części: narracyjną (w. 1–13), modlitewną (w. 14–17) i pobudkę (w. 18–32), wzywającą do walki z wrogiem w obronie ojczyzny i chrześcijaństwa oraz nawołującą do zorganizowania krucjaty antytureckiej. Autor zastosował, aczkolwiek niekonsekwentnie, alegorię zwierzęcą: Wołochów symbolizuje Wilk, Turków – Niedźwiedź, zaś Polaków i chrześcijan – owce i jagnięta.
Utwór zachował się w rękopisie przechowywanym w Bibliotece Narodowej w Warszawie (sygn. 3003 I), w tzw. Kodeksie Kuropatnickiego (s. 269), gdzie został umieszczony na ostatniej karcie recto inkunabułu De martyrio sanctorum (Bazylea, około 1492), prawdopodobnie po 1501.